# Aspar (númida)
|  | Per a altres significats, vegeu «Aspar (desambiguació)». |

Aspar va ser un militar númida al que el rei Jugurta va enviar al regne de Boccus I a Mauretània, per conèixer els propòsits d'aquest rei i veure si estava d'acord amb Sul·la, però no va aconseguir saber què pensava Boccus.